# ロバート・E・O・スピードワゴン
ロバート・E・O・スピードワゴン（Robert E. O. Speedwagon）は、荒木飛呂彦の漫画作品『ジョジョの奇妙な冒険』に登場する架空の人物。Part1『ファントムブラッド』、Part2『戦闘潮流』に登場。
劇中での呼称は、第1部では「スピードワゴン」と姓のみ、第2部も基本的に「スピードワゴン」だが、単行本第12巻182ページのナレーションで「ロバート・E・O・スピードワゴン」と初めてフルネームで呼ばれ、第4部中の第33巻183ページの補足説明的な部位でスピードワゴン財団の設立者が「レオ・スピードワゴン」と説明されている。
担当声優は、Part1ゲーム版では小野坂昌也、テレビアニメ版以降は上田燿司。

## 人物
1863年10月16日生まれ。ロンドンの貧民街「食屍鬼街（オウガーストリート）」のボスとしてチンピラを取り仕切る、ゴロツキながらも気さくで世話焼きな好漢。世界中を旅したことがあるらしい。
ジョナサンへの呼びかけは「ジョースターさん」、ジョセフに対する呼びかけは「ジョジョ（JOJO）」である。
その名前は、20世紀前半にアメリカで自動車を製造していたレオ・モーター・カー・カンパニーの「REOスピード・ワゴン」に由来する同名のバンド。そして、ここで使われたその名前が、さらに、お笑いコンビ「スピードワゴン」のコンビ名となった。
アニメ映画版には構成上の理由で登場しない。

## 劇中での活躍

### Part1『ファントムブラッド』
東洋の毒薬をディオ・ブランドーに売った人物を探しに来たジョナサン・ジョースターに仲間とともに襲いかかるも敗北。当初はジョナサンを金持ちと見下したが自分がどれだけ傷ついても構わない覚悟で挑んだジョナサンを認め、「親を悲しませたくない」と自分たちにあえて手加減して戦ったジョナサンの「甘ちゃん」ながらも紳士的な姿に惚れて仲間となる。悪人と善人は「ニオイ」で区別できると、改心した素振りを見せるディオの芝居に対してジョナサンへ注意を呼びかけた。石仮面を被って変貌したディオをはじめとする吸血鬼との戦いではジョナサンやウィル・A・ツェペリの役に立ちたがり、波紋法を使えないことを悔やむところもあったが、旅の経験や元来の精神力の強さを活かして大金槌を武器に屍生人を倒したり、自らの凍傷も厭わず身体を張ってツェペリの凍った腕の治療をするなどの活躍を見せ、「危険が迫れば逃げ出すのではないか」とスピードワゴンを疑っていたツェペリも、後にその姿を認めて謝罪している。ツェペリがタルカスとの戦闘で死亡した後、ツェペリのシルクハットを引き継いで被るようになる。ジョナサンがディオを一旦倒した翌朝、スピードワゴンが石仮面を破壊する。その後日、ジョナサンと彼の妻であるエリナ・ジョースターが客船で新婚旅行に出発するのを他の仲間たちと共に見送ったが、それがジョナサンとの今生の別れとなった。
武器としては大金槌を使用したり、つばの部分が刃になったシルクハットを器用に操るなどがあるが、シルクハットはジョナサンとの戦い以降、使用していない。

### Part2『戦闘潮流』
ジョナサンの死後、一人一文無しでアメリカ・テキサスに渡る。砂漠で死にそうになりながら油田を発見して石油を掘り当てたことで、巨万の富を得て「スピードワゴン財団」（SPW財団）を設立し、世界経済を動かすまでになった。その一方、吸血鬼と柱の男たちについて調査していた。若いころの粗暴さはすっかり消えて非の打ち所のない老紳士となっており、彼の死後もエリナをはじめとするジョースター家との友誼は途絶えずに終生続いた。ジョナサンの孫であるジョセフ・ジョースターからは少年期に「エリナとスピードワゴンが自分の家族だ」と評されるなど、彼の祖父的存在としてその成長を見守り続けた。
Part2以降では「SPW」表記になっており、作中ではジョセフから「SPWのじいさん」と呼ばれている。
物語序盤でメキシコで石仮面に関する資材を見つけたことから、石仮面が弱点とする波紋を使えるストレイツォに同行してもらったものの、狂気に駆られた彼に頭を割られて重傷を負う。奇跡的に生き延び、川に流されていたところをナチスのルドル・フォン・シュトロハイムのもとで保護・拉致され、薬によって吸血鬼のことを自白させられるが、ジョセフによって救助される（以降は最後まで頭に包帯をしている）。
その後はSPW財団の財力を駆使しながらシュトロハイムと協力してジョセフたちのサポートに回り、究極生命体と化したカーズとの最終決戦の際にはジョセフの親友となったスモーキーに「ジョセフには決して言うな」との条件でジョセフの出生のすべてを語った。
柱の男たちとの戦い以降は、SPW財団を率いてアメリカの経済・医療を発展させたが、1952年に心臓発作によって89歳で死去。生涯独身だった。

## スピードワゴン財団（SPW財団）
アメリカに渡ったスピードワゴンが石油王となり、巨万の富を得て設立した財団。主に医療などに力を入れている。その中に超常現象を扱う部門があるが、これはジョースター家との付き合いと「石仮面」の研究のためによるもので、「過酷な運命を背負う彼等の手助けをしてほしい」というスピードワゴンの遺言に基づいたもの。石仮面や柱の男の脅威が去った後も、現代（1987年）が舞台のPart3『スターダストクルセイダース』以降に原因不明の病気で苦しむ者の治療・介護の傍ら、新たなスタンド使いの情報をジョースター家に提供し、強力なバックアップを行っている。本部はアメリカ合衆国テキサス州ダラスにあり、東京・目黒にも支部がある。
Part3『スターダストクルセイダース』
イギーをエジプトまで移送している。移送後、ヘリコプターの乗組員2人が敵（ンドゥール）によって殺害される。また、負傷した花京院典明とイギーの治療をSPW財団の医師が行った。テレビアニメ版では昏睡状態のホリィの看護やエジプトでの敵スタンド使いの監視など出番が追加されているが、後者はそれゆえに監視員が殺害されてしまうシーンも追加されている。DIO戦後には花京院・ジョセフの遺体の回収、承太郎・ポルナレフの手当てを行う（ジョセフはDIOに吸い取られた血を体内に再び流し、スタープラチナによる心臓マッサージにより蘇生した）。
Part4『ダイヤモンドは砕けない』
空条承太郎からの指示で老いたジョセフを杜王港まで移送した際、乗組員の1人が音石明により成り代わられている（成り代わられた元の乗組員の安否は不明）。その後、音石に自白剤を使用し、彼の持っていた弓と矢を回収した。さらに、音石が生み出したスタンド使いの鼠“虫食い„を承太郎と仗助が追う際には、“虫食い„が潜む農地を封鎖して都市部への逃走を阻止した。
Parte5(Part5)『黄金の風』
物語序盤に広瀬康一が承太郎の依頼でイタリアを訪れる際の費用をSPW財団が全額負担しているほか、物語の後日談を描く小説『恥知らずのパープルヘイズ -ジョジョの奇妙な冒険より-』ではジョルノ・ジョバァーナ率いるギャング組織「パッショーネ」と協力関係にある一方、承太郎と同じく警戒されている。
Part6『ストーンオーシャン』
プッチ神父に記憶ディスクを抜き取られて仮死状態になった承太郎の延命措置をしていた。さらに、伝書鳩（サヴェジ・ガーデン）を利用し、徐倫が取り戻した承太郎のスタンド・ディスクを輸送する。
Part7『スティール・ボール・ラン』
「スピードワゴン石油株式会社」という名の企業が北アメリカ大陸横断レース「スティール・ボール・ラン」のスポンサーとして描かれている。Part7はそれまでのシリーズ作品とは異なる世界を舞台にしているため、直接の関係は不明。
Part8『ジョジョリオン』
エピローグ『ラヂオ・ガガ事件』に登場したジョセフ・ジョースター（Part8の主人公、東方定助の半身である吉良吉影とPart9の主人公、ジョディオ・ジョースターの祖父）が、アメリカに滞在していたさいに知り合い、結婚したスージーQという女性がスピードワゴン財団の職員であったとされている。なお、Part7の「スピードワゴン石油株式会社」との関連性は不明。

## その他
2015年に発売されたゲーム『ジョジョの奇妙な冒険 アイズオブヘブン』ではプレイアブルキャラクターとして参戦しているが、操作キャラクターとしてはPart1時代版のみでPart2の老後版はサブキャラクターとしての登場となっている。